# Sacerdos van Lyon
De heilige Sacerdos  (487 – Lyon, 552) was een Frans aartsbisschop. Sacerdos was de zoon van de H. Rusticus, aartsbisschop van Lyon, en de vader van Aurelianus van Arles. Sacerdos werd aartsbisschop van Lyon in 544. Zijn neef Nicetius zou hem opvolgen. Sacerdos was voorzitter van het 5de concilie van Orléans in 549 en was raadgever van koning Childebert I. Zijn feestdag is op 12 september.

## Referentie
1. ↑  Les archevêques de Lyon, 2012, p. 26

- Virtual International Authority File: 2577147425853545040008